# Plešivica, Ljutomer
Plešivica je naselje v Občini Ljutomer.